# احتجاجات كيمنتس 2018
وقعت احتجاجات في مدينة كيمنتس الألمانية في أغسطس 2018، بعدما قُتل مواطن ألماني من أصل كوبي بعد شجار، واتهم مهاجران كرديان أحدهما سوري والآخر عراقي في الحادث. أججت الحادثة حالة الجدل حول الهجرة في ألمانيا، والتي أصبحت موضوعًا لجدل أكثر في إطار أزمة الهجرة إلى أوروبا في 2015. خرجت جماعات اليمين المتطرف للتظاهر وردت عليها جماعات مناهضة بمظاهرات مضادة.
طالبت عدة أحزاب سياسية بإقالة رئيس مكتب حماية الدستور هانز جيورج ماسن بعدما أشار إلى أن فيديو يظهر مطاردة تعرض لها أجانب في كيمنتس ربما يكون مفبركًا.

## استشهادات
1. ↑   https://www.tagesschau.de/investigativ/ndr-wdr/chemnitz-rechtsextreme-ausschreitungen-101.html. {{استشهاد ويب}}: |url= بحاجة لعنوان (مساعدة) والوسيط |title= غير موجود أو فارغ (من ويكي بيانات) (مساعدة)
2. ↑  "أول إدانة في قضية أداء التحية النازية أثناء احتجاجات كيمنتس". آر تي. 13 سبتمبر 2018. مؤرشف من الأصل في 2019-12-10. اطلع عليه بتاريخ 2018-11-09.